# Ambient Entertainment
Die Ambient Entertainment GmbH & Co. KG ist eine deutsche Filmproduktionsgesellschaft für Animationsfilme.

## Geschichte
1999 wurde Ambient Entertainment von Holger Tappe und Stefan Mischke gegründet. Anfangs lag der Schwerpunkt der Arbeiten im Bereich Werbung (u. a. Kinospots für Volkswagen, Volkswagen Nutzfahrzeuge, Deutsche Messe AG (CeBIT)), im Jahr 2000 kam der Regisseur Lenard F. Krawinkel als Partner dazu und der Fokus verschob sich auf Animation von Spielfilmen. Das Erstlingswerk Back to Gaya war 2004 der erste in Deutschland produzierte CGI-Spielfilm. Es folgten Urmel aus dem Eis, Urmel voll in Fahrt und Konferenz der Tiere, die Holger Tappe produziert und inszeniert hat. Konferenz der Tiere auf Basis des Romans von Erich Kästner war der erste 3D-stereoskopische Animationsspielfilm Deutschlands. Die nachfolgenden Animationsfilme von Ambient Entertainment waren Das Geheimnis von Schloss Balthasar für den Europa-Park, der Motion-Capture-Film Tarzan für Constantin-Film, sowie aktuell Das Zeitkarussell, ebenfalls eine 4D-CGI-Produktion für den Europa-Park. Die von Ambient Entertainment hergestellten Filme sind international in über 70 Ländern ausgewertet worden.

## Filme
- 2004: Back to Gaya
- 2006: Urmel aus dem Eis
- 2008: Urmel voll in Fahrt
- 2010: Konferenz der Tiere
- 2011: Das Geheimnis von Schloss Balthasar (für den Europa-Park)
- 2013: Tarzan
- 2015: Das Zeitkarussell (für den Europa-Park)
- 2016: Happy Family (4D-Film)
- 2017: Happy Family (Kinofilm)
- 2017: Der kleine Vampir

## Festivals und Auszeichnungen
- Deutscher Innovationspreis (2004, Back to Gaya)
- 34th Giffoni Filmfestival (2004, 2nd place Kids Section, Back to Gaya)
- Animasia Festival (2004, KAPA Price, Back to Gaya)
- Junior Film Festival Stockholm (2005, Bästa lågstadiefilm, Back to Gaya)
- Fantasporto (2005, Nominee for International Fantasy Film Award, Back to Gaya)
- Festival Internacional de Cine de Gijón (2006, Best movie of 2006 "Enfants Terrible" für Urmel aus dem Eis)
- "Prädikat besonders wertvoll" (Urmel aus dem Eis)
- Kinderfilmtage im Ruhrgebiet, (2008, "Emmi" für den besten Kinderfilm deutscher Produktion, Urmel voll in Fahrt)
- "Prädikat besonders wertvoll" (Urmel voll in Fahrt)
- Bayerischer Filmpreis (2010 Kinderfilm "Konferenz der Tiere")
- Deutscher Filmpreis (2011, nominiert "Konferenz der Tiere")
- Goldener Spatz (2011, Bester Kinderfilm "Konferenz der Tiere")
- "Prädikat besonders wertvoll" ("Konferenz der Tiere")
- Goldener Spatz (2014, Animationsfilm "Tarzan")
- "Prädikat besonders wertvoll" ("Tarzan")